# 小行星7755
小行星7755（英語：7755 Haute-Provence）是一颗围绕太阳公转的小行星。1989年12月28日，艾瑞克·怀特·埃尔斯特在上普罗旺斯发现了此天体。
这颗小行星的绝对星等为131.1247574157027等。